# Zwally Glacier
Zwally Glacier är en glaciär i Antarktis. Den ligger i Östantarktis. Nya Zeeland gör anspråk på området. Zwally Glacier ligger 1 371 meter över havet.
Terrängen runt Zwally Glacier är kuperad åt sydväst, men åt nordost är den bergig. Trakten är obefolkad. Det finns inga samhällen i närheten.